# ویپاوا، اسلوونی
ویپاوا، اسلوونی (به ایتالیایی: Vipacco)  در اسلوونی با جمعیت ۱٬۹۵۳ نفر است که در slovenian littoral واقع شده‌است.